# Heinrich Ruge
Heinrich Gustav Sophus Ruge (* 28. Februar 1896 in Berlin; † 19. September 1977 in Kiel) war ein deutscher Militärhygieniker, Flottenarzt, Tropenmediziner und Hochschullehrer.

## Leben
Heinrich Ruge war der Sohn des Tropenmediziners, späteren Kieler Hochschullehrers und Marine-Generalstabsarztes Reinhold Ruge (1862–1936) und dessen Ehefrau Sarah, geborene von Zahn. Seine Schullaufbahn schloss er 1914 mit der Reifeprüfung an einem Kieler Gymnasium ab. Anschließend absolvierte er von 1914 bis 1918 ein Medizinstudium an den Universitäten Breslau, Jena, Lemberg, Leipzig, Tübingen und Kiel, das er nach Ausbruch des Ersten Weltkrieges wegen Kriegsdienstes von 1914 bis 1918 unterbrach. Das medizinische Staatsexamen legte er in Jena ab und wurde dort 1921 zum Dr. med. promoviert.
Nach Studienende trat er als Unterarzt in die Reichsmarine ein. Von 1926 bis 1929 war als Assistent am Hamburger Institut für Schiffs- und Tropenkrankheiten tätig. Er wurde 1931 zum Marine-Oberstabsarzt sowie 1938 zum Flottenarzt befördert. Von 1931 bis 1940 leitete er die hygienische Abteilung des Sanitätsamts der Marinestation der Ostsee in Kiel. Zudem wirkte er nach 1932 erfolgter Habilitation für Tropenhygiene und Tropenmedizin ab 1937 als außerordentlicher Professor für Tropenmedizin und ab 1939 als außerplanmäßiger Professor für Tropenhygiene an der Universität Kiel. Als Hygieniker der Kriegsmarine und Flottenarzt arbeitete er auch mit seinem Berliner Kollegen Gerhard Rose auf dem Gebiet der Malariaforschung zusammen.
Während des Zweiten Weltkrieges war er ab April 1941 als beratender Hygieniker in Rumänien beim Luftflottenarzt 4 eingesetzt. Laut dem ehemaligen Buchenwaldhäftling Eugen Kogon führte Ruge mit dem Leiter der Fleckfieberversuchsabteilung des Hygiene-Instituts der Waffen-SS im KZ Buchenwald einen Schriftwechsel zu  Menschenversuchen.
Im Schwerpunkt forschte er zur Malaria, zur Chagas-Krankheit, zum Rückfallfieber und Hepatitis.
Von 1944 bis 1949 befand er sich in sowjetischer Kriegsgefangenschaft. Nach seiner Entlassung übernahm er 1950 eine Lehrstuhlvertretung an der Universität Erlangen und war ab 1951 für die Weltgesundheitsorganisation in Ägypten tätig. Ab 1953 lehrte er wieder Tropenhygiene an der Universität Kiel. Er war mit Käthe, geborene Günther, verheiratet. Das Paar bekam ein Kind.

## Veröffentlichungen (Auswahl)
- Kasuistischer Beitrag zur pathologischen Anatomie der symmetrischen Linsenkernerweiterung bei CO Vergiftung, Hirschfeld, Berlin 1921, Aus: Archiv f. Psychiatr. u. Nervenkrankh. Bd. 64 (zugleich Medizinische Dissertation an der Friedrich-Schiller-Universität Jena 1921)
- Die Ernährung in der Marine, E. S. Mittler & Sohn, Berlin 1927 (gehört zu: Veröffentlichungen auf dem Gebiete des Marine-Sanitätswesens, Sonderheft)
- Die Bekämpfung der Geschlechtskrankheiten in der deutschen Marine mit bes. Berücksicht. der Jahre 1920-1925 : Zusammenfassender Überblick über d. Jahre 1874-1925 mit 40 Tab. u. 17 [eingedr.] Kurven, E. S. Mittler & Sohn, Berlin 1927 (gehört zu: Veröffentlichungen aus dem Gebiete des Marine-Sanitätswesens; H. 13)
- 25 Jahre Malaria-Behandlung im Institut für Schiffs- und Tropenkrankheiten: Beobachtg an 4924 Fällen, Joh. Ambr. Barth, Leipzig 1928 (gehört zu: Archiv für Schiffs- und Tropen-Hygiene, Pathologie und Therapie exotischer Krankheiten: Beihefte; Bd. 32. Beih. 1)
- Das Verhalten der Lufttemperatur und Luftfeuchtigkeit auf einem modernen Kreuzer in den Tropen, Mittler, Berlin 1932, In: Veröffentlichungen aus dem Gebiete des Marine-Sanitätswesens; H. 22 (zugleich Habilitationsschrift Christian-Albrechts-Universität zu Kiel 1932)